# قرح (كشر)

تعديل مصدري - تعديل

قرح هي إحدى قرى عزلة عاهم بني شهر بمديرية كشر التابعة لمحافظة حجة، بلغ تعداد سكانها 502 نسمة حسب تعداد اليمن لعام 2004.